# Guana Batz
Die Guana Batz sind eine britische Psychobilly-Band, die 1983 in Feltham, Middlesex gegründet wurde und zur ersten Welle der Psychobilly-Bands gehörte. Besonders durch ihre Auftritte im legendären Klub Foot gelangte die Band zu großer Berühmtheit.

## Bandgeschichte
Die Gründungsmitglieder der Guana Batz waren Sänger Pip Hancox, der Gitarrist Stuart Osbourne, Schlagzeuger Dave „Diddle“ Turner und Bassist Mick Wigfall. Wigfall wurde von Osbourne schon früh aus der Band entfernt, da dieser dem Kontrabassisten einen E-Bassisten vorzog. Dieser E-Bassist war mit Mick White schnell gefunden. Im Jahr 1984 entschieden sich die Guana Batz jedoch wieder um und engagierten mit Sam Sardi erneut einen Kontrabassisten.
Als der Tourstress dem Schlagzeuger „Diddle“ im Mai 1987 zu viel wurde, verließ er die Band um mehr Zeit für seine Freundin und seinen Job im Baugewerbe zu haben. Er wurde durch den ehemaligen Get Smarter-Schlagzeuger Johnny Bowler ersetzt. Als auch Bassist Sardi die Band verließ, stieg Bowler von Schlagzeug auf Bass um. Das nun freie Schlagzeug wurde mit John Buck besetzt.
1990 löste sich die Band auf, schloss sich jedoch 1996 wieder zusammen. Obwohl keine neuen Alben geplant sind, touren die Guana Batz noch heute international. Osbourne lebt noch in London und spielt auch für die Band "The Unknowns". Hancox und Bowler leben mittlerweile in San Diego, Kalifornien. Von Zeit zu Zeit treten sie dort mit ehemaligen Mitgliedern der Stray Cats unter dem Pseudonym „Guana Cats“ auf.
Im Sommer 2001 erlag Dave „Diddle“ Turner überraschend einem Schlaganfall.
Seit 2010 steht Paul „Choppy“ Lambourne am Kontrabass.

## Bandname
Guano ist umgangssprachlich Scheiße also eher Fledermauskot und Bats sind Fledermäuse – beides zusammen ergibt so ungefähr Guana Batz. Der Proberaum befand sich damals in einem Schloss in einem Londoner Vorort und dort lebten nicht nur Holzwürmer, sondern eben auch Fledermäuse. Durch die unkontrollierte Verdauung gelangte des Öfteren Fledermauskot in die Haare der Bandmitglieder und genau dieses Erlebnis führte zur Namensgebung.

## Trivia
Hancox' Staffordshire-Terrier "Pig Dog" wurde spaßeshalber oft als "fünftes Bandmitglied" bezeichnet. Als der Hund von einem Auto überfahren und getötet wurde, trat Hancox' neuer Hund "Muttley" an dessen Stelle und zierte später die Cover von vier Alben der Guana Batz. Auch "Muttley" ist inzwischen verstorben.

## Diskografie

### Alben
- 1985: Held down to vinyl...at last
- 1986: Loan sharks
- 1987: Live over London
- 1988: Rough edges
- 1990: Electra Glide in Blue
- 1994: Get around (Posthumous demos)
- 1995: Undercover (Compilation)
- 1996: Powder Keg
- 1998: The Peel Sessions
- 1998: Guana Batz 1985-1990
- 1999: Can't take the Pressure
- 2001: The very best Of The Guana Batz
- 2004: Best of the Batz
- 2004: Stomping at the Klub Foot
- 2018: Back To The Jungle

### Singles
- 1983: You're so fine/Rock 'n' in my coffin
- 1984: The Cave
- 1986: See through
- 1986: I'm on fire
- 1987: Rock this town
- 2017: Burning Up